# Naciri
Naciri (en arabe : الناصري) est un patronyme notamment porté au Maroc par plusieurs personnages d'« origine » tamegrouti. Le nom peut être écrit différemment en raison de sa latinisation ; on trouve également Al-Naciri et Nassiri.

## Origines et histoire

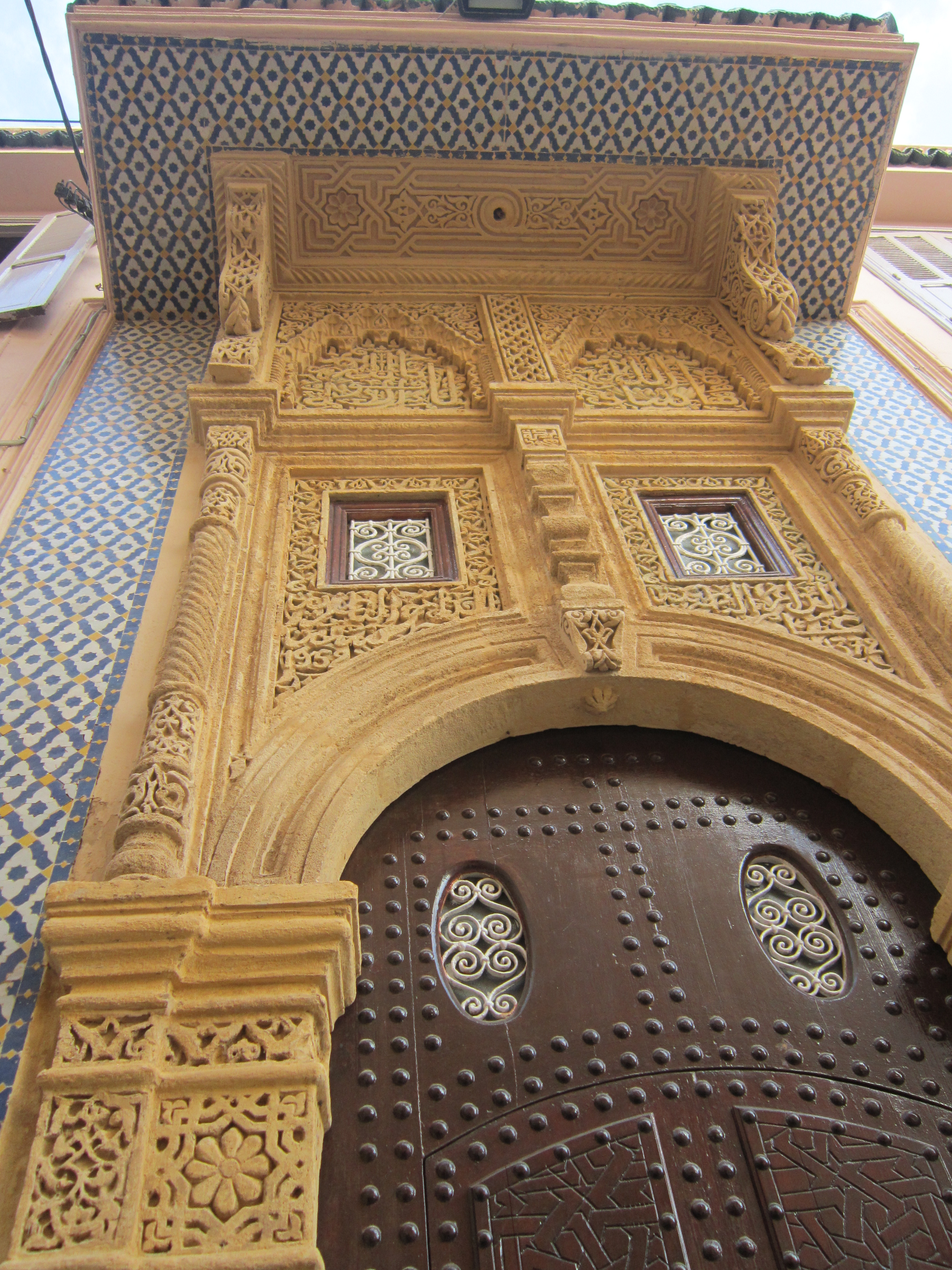
La porte d'entrée d'une maison Naciri dans le Derb Qçatla (Quartier Castillan), l'ancien quartier andalou de Salé

La famille Naciri est notamment une grande et ancienne famille d'origine saharienne, mais présente un peu partout au Maroc. Ils sont affiliés à leur ancêtre Mohamed Ben Nacer (d'où leur nom) fondateur au XVIIe siècle de la confrérie soufie portant leur nom à Tamegroute et disciple d'Abou Hafs Omar Ibn Ahmed Al Ansari qui l'a chargé d'inculquer les principes de la Tariqa Chadhiliyya .
Depuis sa création, la Zaouia Naciria a joué un rôle d'avant garde dans les différents domaines de la science et de la pensée, outre sa mission religieuse et sociale. Elle a été le lieu où convergeaient savants, oulémas et étudiants en quête du savoir eu égard aux documents et ouvrages précieux dont elle regorge, ce qui a fait d'elle un centre soufi et des sciences important dans la région de Draâ et un carrefour pour les caravanes commerciales ,,.
La Zaouia comprend une bibliothèque fondée par Ahmed Naciri au XVIIe siècle, la bibliothèque recueille de précieux ouvrages séculaires de théologie, d'histoire et de médecine. Plusieurs milliers de manuscrits y sont conservés, dont des Corans enluminés, écrits sur peau de gazelle, et des ouvrages de mathématiques, d'astrologie, d'astronomie et de pharmacopée dont certains remontent au XIIIe siècle ; on y trouve notamment un ouvrage de Pythagore en arabe vieux de 500 ans, un exemplaire tricentenaire du Coran en provenance d'Orient et des manuscrits d'Ibn Sina, d'Ibn Rochd et d'Al Khawarizmi ,,.
La famille donnera naissance à plusieurs hommes de lettres, savants, alems et politiciens ayant marqué l'histoire du Maroc.

## Personnalités portant ce nom

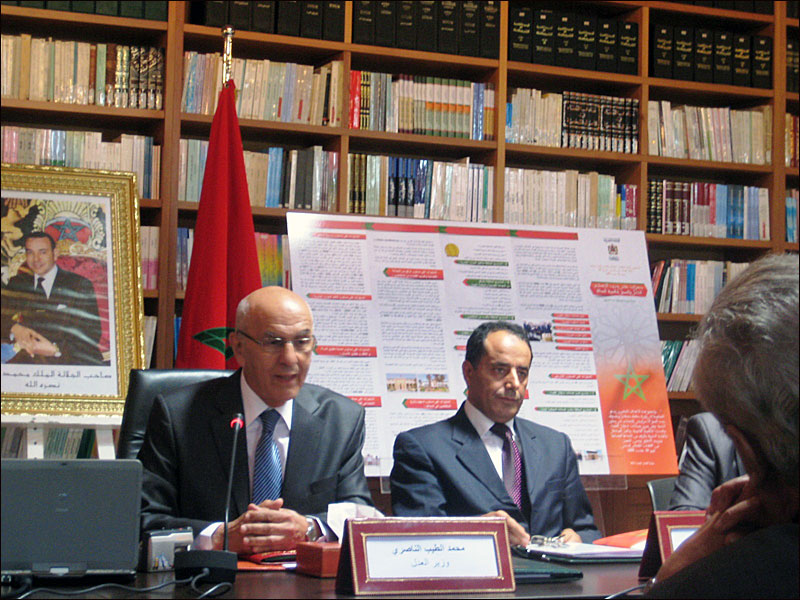
Mohamed Taïeb Naciri ministre de la justice

- Ahmad ibn Khalid al-Nasiri (1834-1897), considéré comme le plus grand historien marocain du XIXe siècle[7]. Son œuvre la plus célèbre sur toute l'histoire du Maroc: Al-Istiqsa
- Cheikh Mohamed El-Mekki Naciri, (1906-1994) érudit, penseur et homme politique connu dans le monde arabe pour ses explications du Coran.
- Khalid Naciri (1946-2023), homme politique marocain
- Jalil Naciri (?-), acteur français d'origine marocaine
- Mohamed Taïeb Naciri (1939-2012), avocat et homme politique marocain
- Mohammad Naciri (1973-), haut fonctionnaire marocain des Nations unies.
- Rabéa Naciri (1954-),  militante féministe marocaine et experte de la question du genre et des droits des femmes au Maroc
- Saïd Naciri (1960-), acteur et réalisateur marocain
- Hassan Naciri, Ambassadeur du royaume du Maroc au Mali de 2011 à 2022, puis du Maroc au Sénégal depuis 2022; Docteur en Sciences Politiques (Université Hassan II, Casablanca).